# Parafia Częstochowskiej Ikony Matki Bożej w Częstochowie
Parafia Częstochowskiej Ikony Matki Bożej – parafia prawosławna w Częstochowie, w dekanacie Kraków diecezji łódzko-poznańskiej.
Na terenie parafii funkcjonują 2 cerkwie:
- cerkiew Częstochowskiej Ikony Matki Bożej w Częstochowie – parafialna
- cerkiew św. Jerzego Zwycięzcy w Chróścinie – filialna

## Historia

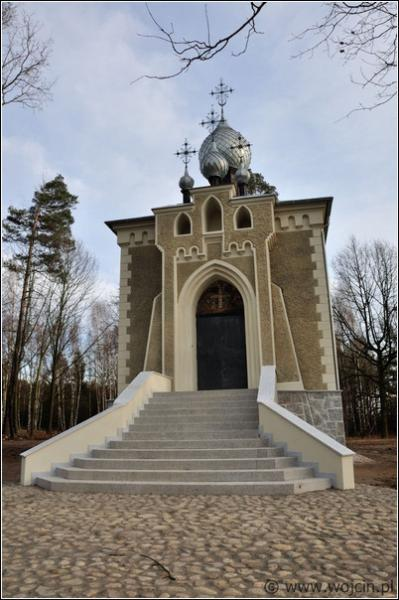
Cerkiew filialna św. Jerzego w Chróścinie

Pierwszymi częstochowskimi wyznawcami prawosławia byli kupcy greccy, którzy osiedlili się w mieście w XVIII wieku. Od 1788 należeli do nowo utworzonej parafii w Piotrkowie Trybunalskim. Po upadku powstania styczniowego, kiedy to do Królestwa Polskiego zaczęło przybywać wielu rosyjskich urzędników, wojskowych i kupców, zaszła potrzeba utworzenia w Częstochowie samodzielnej parafii prawosławnej oraz budowy cerkwi. Świątynię pod wezwaniem Świętych Cyryla i Metodego – w stylu bizantyjsko-rosyjskim, wzorowaną na warszawskiej cerkwi św. Marii Magdaleny – wzniesiono w latach 1870–1872 przy Placu Władysława Biegańskiego. W 1918, po odzyskaniu przez Polskę niepodległości cerkiew przejęli rzymscy katolicy; obecnie jest to kościół św. Jakuba. Od tego czasu częstochowska społeczność prawosławna korzystała z kościoła ewangelicko-augsburskiego oraz wynajmowanych prywatnych pomieszczeń.
Budowę obecnej świątyni pod wezwaniem Częstochowskiej Ikony Matki Bożej, według projektu białostockiego architekta Michała Bałasza, rozpoczęto w październiku 1998 (kamień węgielny poświęcił przebywający w Polsce patriarcha Konstantynopola Bartłomiej I). Pierwsze nabożeństwo w nowej cerkwi odprawiono 1 lipca 2001.
Parafia obejmuje swoim zasięgiem północną część województwa śląskiego oraz południowo-zachodnią łódzkiego. Od 2006 posiada cerkiew filialną w Chróścinie w powiecie wieruszowskim.
W 2013 r. do parafii należało około 150 osób. Nabożeństwa odprawiane są według nowego stylu.

## Wykaz proboszczów
- 1974–1975 – ks. Jerzy Boreczko
- 1976[3]–2021[4] – ks. Mirosław Drabiuk
- od 2021 – ks. Marcin Bielawski[1]